# Olivia Cheng
Olivia Cheng, född 20 augusti 1979 i Edmonton, Alberta, är en kanadensisk skådespelare.
Cheng har bland annat medverkat i TV-serierna Marco Polo och Warrior. Hon har även medverkat i filmen På slaget tolv.

## Filmografi (i urval)
- 2009 – På slaget tolv
- 2014–2016 – Marco Polo (TV-serie)
- 2019–2023 – Warrior (TV-serie)